# Eginhard und Emma

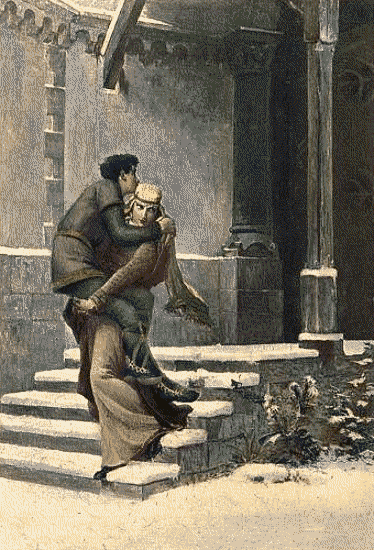
Emma trägt Eginhard durch den Schnee, Buchillustration nach einem Gemälde von G. L. P. Saint-Ange

Eginhard und Emma ist ein fiktives mittelalterliches Liebespaar aus der Zeit Karls des Großen und eine Sage über dieses Liebespaar. Mit Eginhard wird in der Sage der fränkische Gelehrte Einhard bezeichnet und mit Emma dessen Frau Imma.

## Handlung
Der Sage nach war Emma eine Tochter Karls des Großen. Sie war mit dem griechischen König verlobt, liebte aber heimlich Eginhard, Karls Schreiber. Als Eginhard einmal heimlich Emma bei Nacht besuchte und bei Tagesanbruch zurückgehen wollte, sah er, dass über Nacht Schnee gefallen war. Damit er mit seinen Stiefeln keine verdächtigen Spuren im Schnee hinterließ, trug Emma ihn über den Hof der Pfalz. Dabei wurden sie jedoch von Karl beobachtet, der an diesem Tag früh aufgestanden war.
Eginhard war sich klar darüber, dass diese Beziehung Karl nicht lange verborgen bleiben konnte. Er bat Karl daher um seine Entlassung. Karl berief eine Ratsversammlung ein und äußerte seine Bestürzung, von seiner Tochter und seinem Schreiber hintergangen worden zu sein. Er bat die Räte um ihr Urteil, wie er vorgehen sollte. Die einen forderten eine strenge Bestrafung, andere rieten zur Milde. Karl entschloss sich, den beiden ihren jugendlichen Leichtsinn zu verzeihen und Eginhard seine Tochter zur Frau zu geben. 
Nach Karls Tod überließ sein Sohn Ludwig der Fromme den beiden 815 die Besitzungen Michelstadt und Mühlheim, das heutige Seligenstadt.

## Varianten
Nach einigen vom obigen Verlauf abweichenden Fassungen der Sage verweist Karl die beiden vom Hof. Eginhard und Emma finden Unterschlupf in einer verlassenen Hütte im Wald. Nach ein paar Jahren kommt Karl auf der Jagd zu der Hütte, versöhnt sich mit dem Paar und nimmt sie wieder bei Hofe auf.
In einer Variante, die den Namen Seligenstadt erklären soll, wird das verbannte Liebespaar von Karl in dieser Stadt wiedergefunden. Daraufhin soll Karl gesagt haben: „Selig sei die Stadt genannt, da ich meine Tochter Emma wiederfand.“ Eine andere Variante führt den Namen dagegen darauf zurück, dass Eginhard bei der Beerdigung seiner Frau gesagt haben soll: „Selig sei die Statt, wo du ruhest.“
In einer weiteren Variante wird der Name der Emmaburg in der Nähe von Aachen darauf zurückgeführt, dass Eginhard nach der Rückkehr an den Hof an der Stelle der Hütte, in der er mehrere Jahre mit Emma gelebt hatte, ein Jagdschloss bauen ließ und es nach seiner Frau Emmaburg benannte.

## Überlieferung
Die Sage von Eginhard und Emma ist im Chronicon laurishamense, der aus dem 12. Jahrhundert stammenden Chronik des Klosters Lorsch, überliefert. Von dort haben die Brüder Grimm sie in ihre Deutschen Sagen aufgenommen.
Unter anderem ist die Sage auch in folgenden Sammlungen enthalten:
- Ludwig Bechstein: Deutsches Sagenbuch, 1853[3]
- Joseph Müller: Aachens Sagen und Legenden, 1858[2]

## Historischer Hintergrund
Einhard, Schreiber und Hofbiograph Karls des Großen und Verfasser der Vita Karoli Magni, war zwar mit einer Frau namens Imma verheiratet, die aber keine Tochter Karls des Großen war. Einhard erbaute in Michelstadt die Einhardsbasilika und gründete in Seligenstadt das Kloster Seligenstadt. Er und seine Frau Imma sind dort in der ehemaligen Klosterkirche St. Marcellinus und Petrus beigesetzt. Das Kloster Lorsch erbte 840 Einhards Besitzungen in Michelstadt.
Der Historiker Otto Abel gibt im Anhang seiner Übersetzung von Einhards Vita Karoli Magni die Sage wieder und führte sie auf ihren historischen Kern zurück. So war Rotrud, die älteste Tochter Karls aus seiner Ehe mit Hildegard, mit dem byzantinischen Kaiser Konstantin VI. verlobt. Ihre jüngere Schwester Bertha, die 814 vom Hof verwiesen wurde, hatte eine außereheliche Beziehung mit dem Hofgeistlichen Angilbert, aus der die Kinder Hartnid und Nithard hervorgingen. Da Angilbert bei Hofe eine ähnlich bedeutende Stellung wie Einhard hatte, sei die Verwechslung der beiden und die daraus resultierende Bezeichnung von Einhards Frau Imma als Tochter Karls nachvollziehbar. Die Szene mit dem durch den Schnee getragenen Geliebten findet sich auch schon im frühen 12. Jahrhundert in einer Chronik des Wilhelm von Malmesbury, in der sie sich auf die Beziehung einer Schwester des Kaisers Heinrich III. zu einem Geistlichen bezieht.

## Weiterverarbeitung

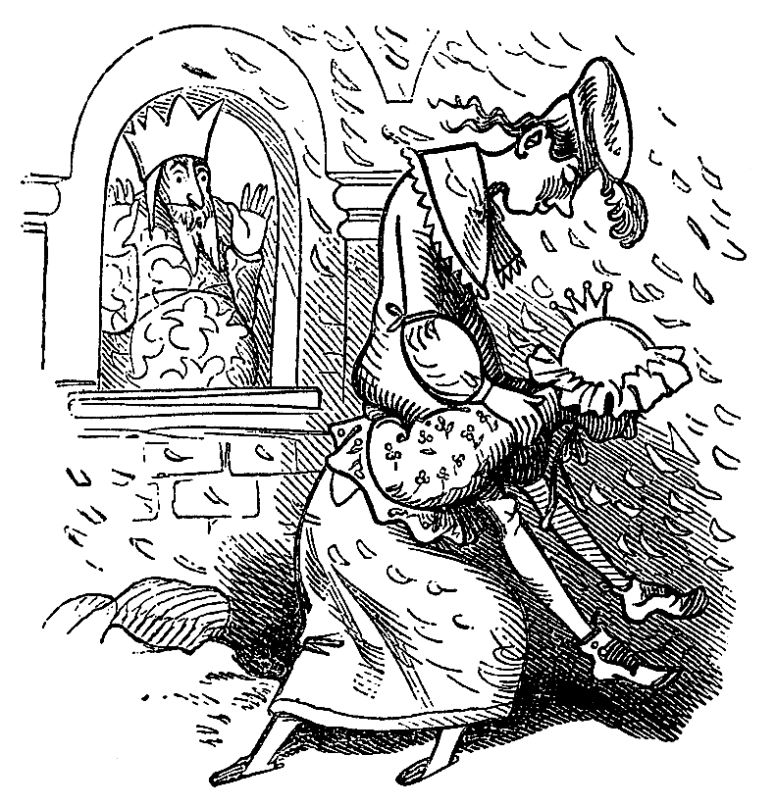
Bild aus der Bildergeschichte von Wilhelm Busch

Literarisch wurde der Stoff weiterverarbeitet in:
- Liebe zwischen Eginhard und Fräulein Emma, in Sinnreiche Heldenbriefe von Christian Hoffmann von Hoffmannswaldau (1664)
- Emma und Eginhard, in Gespräche In Dem Reiche derer Todten von David Faßmann (1725)
- Der durch die Gewalt der Liebe in der Person der durchlauchtigsten Prinzessin Emma höchst beglückseeligte Secretarius Eginhard, Polimon (1749)
- Eginhard und Emma, Drama von Friedrich de la Motte Fouqué (1811)
- Emma und Eginhard, Drama von Helmina von Chézy (1817)
- Eginhard und Emma, Bildergeschichte von Wilhelm Busch (1864)

Musikalisch wurde der Stoff weiterverarbeitet in:
- Emma und Eginhard, oder Die Last-tragende Liebe, Singspiel von Georg Philipp Telemann (1728)
- Fierrabras, Oper von Franz Schubert (1823)